# Route départementale 27 (Vendée)
Pour les articles homonymes, voir Route départementale 27.
La route départementale 27, ou RD 27, est une route départementale de la Vendée reliant La Gaubretière à Saint-Mesmin.

## Villes desservies
- La Gaubretière
- Chambretaud
- Les Epesses
- Les Châtelliers-Châteaumur
- La Pommeraie-sur-Sèvre
- Saint-Mesmin

## Trafic
La portion qui relie Chambretaud aux Epesses est très fréquenté par les touristes pendant la période estivale pour aller au Puy du Fou. 